# Prarthana Samaj

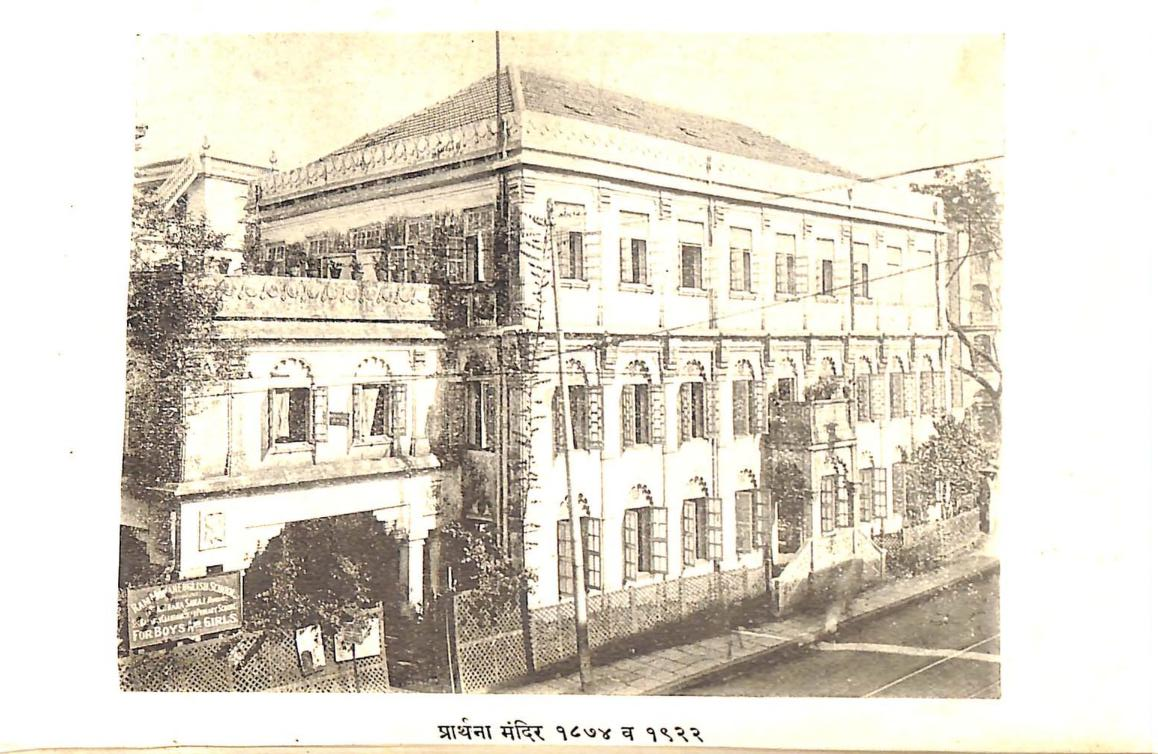
Prarthana Samaj Mandir, 1874 y 1922

Prarthana Samaj o "Sociedad de Oración" en sánscrito, fue un movimiento de reforma social y religiosa en Bombay, India, basado en movimientos de reforma anteriores. Prarthana Samaj fue fundada por Dadoba Pandurang y su hermano Atmaram Pandurang en 1867 cuando Keshub Chandra Sen visitó Maharashtra, con el objetivo de hacer que la gente crea en un Dios y adore a un solo Dios. Se hizo popular después de que Mahadev Govind Ranade se uniera. Los principales reformadores fueron los intelectuales que abogaron por reformas del sistema social de los hindúes. Se extendió al sur de la India por el destacado reformador y escritor telugu, Kandukuri Veeresalingam. El movimiento se inició como un movimiento de reforma social y religiosa en Maharashtra y se puede ver mucho más parecido a Brahmo Samaj [cita requerida]. El precursor del Prarthana Samaj en Mumbai fue Paramahamsa Sabha, una sociedad secreta para el fomento de las ideas liberales de Ram Balkrishna Jaykar y otros en Mumbai. Era secreto para evitar la ira de los elementos poderosos y ortodoxos.

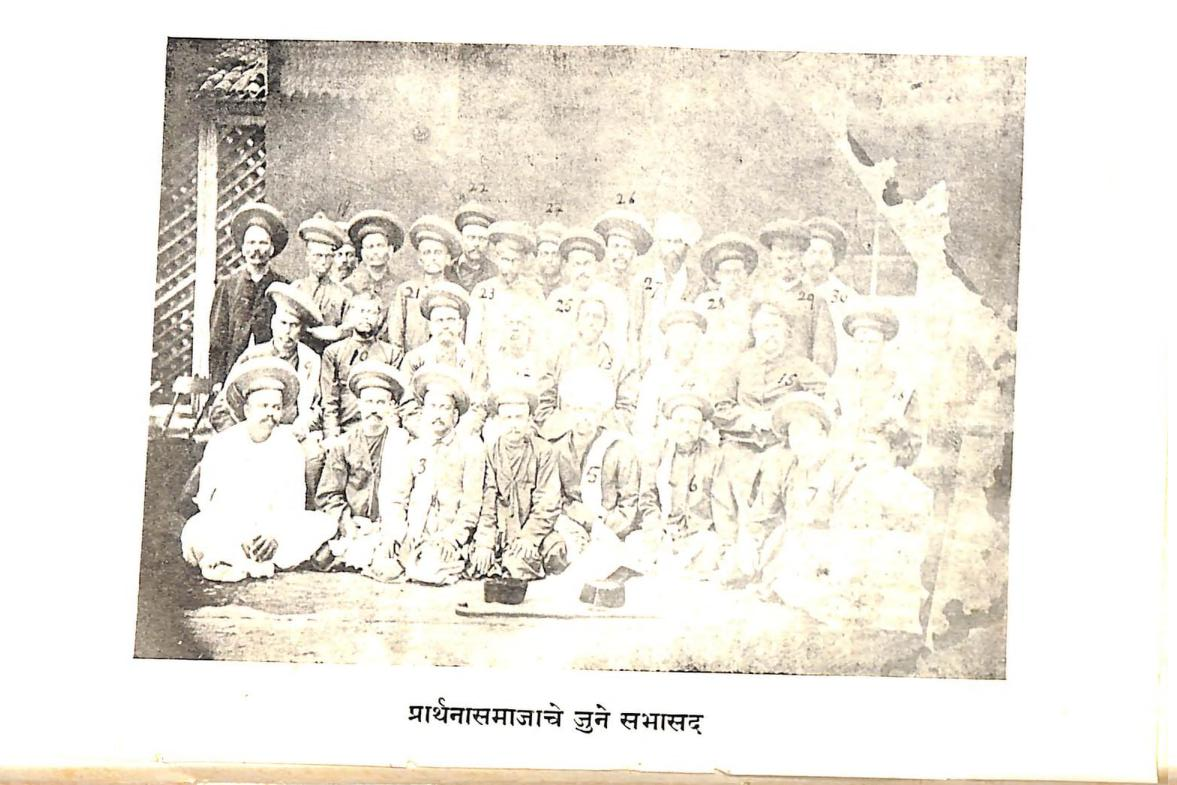
Antiguos miembros de Prarthana Samaj

## Reformas religiosas
En comparación con el Brahmo Samaj paralelo de Bengala, y los ideales de la creencia racional o teísta y la reforma social, los Prarthana Samaj (istas) eran seguidores de la gran tradición religiosa de Marathi Sant Mat como Namdev, Tukaram. Los fundadores de Brahmo Samaj examinaron muchas religiones del mundo, incluidos los antiguos textos védicos, que posteriormente no fueron aceptados como infalibles o divinos. Aunque los seguidores de Prarthana Samaj eran teístas devotos, tampoco consideraban a los Vedas como divinos o infalibles. Se nutrieron de las escrituras hindúes y utilizaron los himnos de los antiguos "santos-poetas" marathi en sus oraciones. Sus ideas se remontan a los poemas devocionales de los Vitthalas como parte de los movimientos devocionales Vaishnava bhakti del siglo XIII en el sur de Maharashtra. Los poetas marathi habían inspirado un movimiento de resistencia a los mogoles. Pero, más allá de las preocupaciones religiosas, el enfoque principal del Prarthana Samaj fue la reforma social y cultural.

## Reformas sociales
Prarthana Samaj examinó críticamente las relaciones entre los sistemas sociales y culturales contemporáneos y las creencias religiosas y dio prioridad a la reforma social en comparación con los cambios políticos ya iniciados por el gobierno británico. Su movimiento de reforma integral ha llevado a muchos proyectos impresionantes de cambio cultural y reforma social en la India occidental, como la mejora de la situación de las mujeres y las clases deprimidas, el fin del sistema de castas, la abolición de los matrimonios infantiles y el infanticidio, oportunidades educativas para las mujeres. y segundo matrimonio de las viudas. Su éxito fue guiado por Sir Ramakrishna Gopal Bhandarkar, un destacado erudito en sánscrito, el Dr. Atmaram Pandurang, Narayan Chandavarkar y el juez Mahadev Govinda Ranade. Ranade enfatizó que "el reformador debe intentar tratar con el hombre en su totalidad y no llevar a cabo la reforma de un solo lado".

## Literatura
- Suresh K. Sharma and Usha Sharma, Cultural and Religious Heritage of India, vol. VIII:   Cultural and Religious Reform Movements, New Delhi, Mittal, (2004) ISBN 81-7099-955-3